# Anisozyga commaculata
Anisozyga commaculata är en fjärilsart som beskrevs av W. Warren 1906. Anisozyga commaculata ingår i släktet Anisozyga och familjen mätare. Inga underarter finns listade i Catalogue of Life.